# Наджаков, Георги
Гео́рги Стефанов Наджа́ков (26 декабря 1896 (7 января 1897), Дупница — 24 февраля 1981) — болгарский физик и общественный деятель, член-корреспондент Академии наук в Гёттингене с 1940 года, академик Болгарской Академии наук с 1945 года и иностранный член Академии наук СССР с 1958 года. С 1945 по 1958 годы — вице-президент БАН. Его именем назван Болгарский Институт физики твёрдого тела.

## Биография
В возрасте 16 лет остался сиротой, в 1915 году с отличием окончил среднюю школу. Высшее образование получил в Софийском университете: поступил на физико-математический факультет, в 1916 году в связи с Первой мировой войной был мобилизован и направлен в школу офицеров запаса; окончил её, но не стал кадровым офицером, после окончания войны в 1918 году вернулся в университет и окончил его в 1920 году, в 1921 году стал помощником профессора экспериментальной физики, в 1925 году был отправлен в Париж, в лаборатории Поля Ланжевена и Марии Кюри, где в течение года изучал фотоэффект. С 1927 года преподавал в Софийском университете, став профессором в 1932 году, профессором кафедры экспериментальной физики в 1937 году и ректором в 1947 году; занимал пост ректора до 1952 года.
Его работа была посвящена в основном экспериментальному изучению фотопроводящих свойств серы, электрических свойств диэлектриков и полупроводников и вопросов ядерной физики. Наджаков первым получил устойчивое фотоэлектретное состояние материи, описав открытое им явление в монографиях, опубликованных в 1937 и 1938 годах. В 1947 году был назначен директором Физического института Болгарской Академии наук. В 1950 году вступил в Коммунистическую партию Болгарии. С 1950 по 1969 годы был депутатом, а в 1954—1958 годах — членом Президиума Народного собрания Болгарии. С 1950 года был членом Всемирного совета мира, с 1956 года — участником Пагуошского движения. В 1967 году был награждён золотой медалью Жолио-Кюри за свою деятельность по укреплению мира.